# Jos D'hollander
Jozef Werner Renilde (Jos) D'hollander (Sint-Pauwels, 8 januari 1934) is een Belgisch beiaardier, organist, muziekpedagoog, componist, dirigent en publicist. Hij is de vader van Geert D'hollander (1965-), eveneens beiaardier en componist.

## Biografie

### Jeugd en opleiding
D'hollander kreeg zijn eerste muzieklessen van zijn moeder, daarna van de organist en pianovirtuoos Léon de Caluwé in het Instituut Onze-Lieve-Vrouw Onbevlekt Ontvangen (de Broedersschool) te Sint-Niklaas. Daar trad hij op 12-jarige leeftijd (tijdens het schoolfeest van 1946) reeds op als pianist met Impromptu's van Franz Schubert. Bij Ignace de Sutter kreeg hij begeleidingspraktijk, orgelkunde, muziekpedagogie, gregoriaans en muziekgeschiedenis. Hij schreef er zijn eerste canon op tekst van Guido Gezelle (zie liedbundel 'Jubilate' 1952) die werd uitgevoerd op het schoolfeest van de Bisschoppelijke Normaalschool. Zijn leerkrachten aan het Lemmensinstituut te Leuven waren onder meer kanunnik Jozef Joris (contrapunt), Marinus De Jong (piano en compositie), Flor Peeters (orgel) Staf Nees (praktische harmonie), Hilarion Servaes (gregoriaans, ontledende en geschreven harmonie), drs. Marcel Andries (muziekpedagogie, muziekgeschiedenis en literatuurgeschiedenis), dr. Louis Goffinet (kunstgeschiedenis) mgr. Jules Vijverman (koordirectie) Frantz Mertens (stemvorming). Hij werd laureaat van het Lemmensinstituut en behaalde er in 1957 de Prix d'Excellence als solist met het Pianoconcerto in d van Marinus de Jong, waarbij de toondichter de gereduceerde orkestpartituur speelde op de bijkomende vleugel. Orgel, koor en beiaard hebben een grote rol gespeeld in zijn muzikale loopbaan.

### Loopbaan
Zijn loopbaan begon in Nederland. Hij was drie jaar directeur van de Kempische Streekmuziekschool in Bladel. Daar was hij organist aan de dekenale kerk, koorleider en muziekleraar in het mulo (middelbaar onderwijs). Hij componeerde er voor zijn pastoor-deken dr. P.J.W. Kersemaekers (voorzitter van de Nederlandse klokken- en orgelraad), zijn Missa Pastorum, ad tres voces inaequales et organum. Hij voerde als eerste muziekleraar het Orff-Schulwerk in Nederland in.
Er volgden enkele jaren in Aalst (Oost-Vlaanderen), als dirigent en organist aan de Sint-Jozefskerk in het stadscentrum, docent orgel aan de Muziekacademie, leraar muziek en esthetica in het Sint-Maarteninstituut. In 1964 keerde hij terug naar zijn geboortestreek, werd organist van de Onze-Lieve-Vrouwekerk te Sint-Niklaas en concertorganist van het Koninklijk Sint-Gregoriusgild van Sint-Niklaas. Hij werd muziekleraar Middelbaar Onderwijs aan het Sint-Jozef-Klein-Seminarie, startte in 1965 met de "Mariakantorij" in de Onze-Lieve-Vrouwekerk in de geest van Vaticanum II. Hij leidde dit koor tot 1984. Het was ook dit koor waarmee hij in 1977 een reis naar Rome maakte. D'hollander droeg zijn psalm 'Jerusalem' (vierstemmig gemengd koor en orgel) op aan Paus Paulus VI, voerde het werk uit tijdens de pauselijke audiëntie, gaf een concert voor Radio Vaticana, in de Academia Belgica, in de basiliek Cristo Re in de concertreeks Incontri Musicali di Cultura Europee en trad op in de Santa Maria Maggiore. De paus liet voor dit optreden in het Vaticaan, een zilveren herinneringsmedaille bezorgen via het Bisdom Gent. Zijn optredens met de Mariakantorij resulteerden in de elpee 'Zingen in de Abdij van Male', ingeleid en gecommentarieerd door Ignace De Sutter (zie Opnames en reportages).
In 1965 werd hij docent gregoriaans en kerklied, praktische harmonie, improvisatie op orgel en op piano aan het Lemmensinstituut. In 1972 behaalde hij het diploma aan de Koninklijke Beiaardschool Jef Denyn te Mechelen met een extra bekroning van zijn eindcompositie (Rotary Mechelen K.B.S.). In 1973 werd hij ook docent aan de Koninklijke Beiaardschool
In 1973 startte hij in Sint-Niklaas met een comité 'De vrienden van de beiaard'. In 1974 richtte hij in het Verhaerenmuseum te Sint-Amands-aan-de-Schelde de tentoonstelling in BEIAARDKUNST IN VLAANDEREN op verzoek van het museumbestuur. Hetzelfde jaar werd hij bestuurslid van de Belgische Beiaardiersgilde.
In 1982 werd hij stadsbeiaardier van Gent en richtte er in 1983 de VZW Gentse Beiaardkring op. Hij lag aan de basis van de verzwaring van de nieuwe Mechelse beiaard als mede-adviseur in 1979-80. Hij adviseerde ook andere beiaarden. De Rijksdienst voor Monumenten- en Landschapszorg droeg hem in 1981 voor aan het Gentse stadsbestuur om de historische beiaard van het belfort te adviseren en de restauratie ervan wekelijks op te volgen, waarop het stadsbestuur inging. De voorzitter van de Quaestuur van het Federale Parlement stelde D'hollander aan als adviseur en ontwerper van de beiaard van het Huis der Parlementsleden te Brussel (1988). D'hollander inaugureerde deze beiaard op de dag van de Eedaflegging van Koning Albert II. Hij schreef de Koningshymne als voorslag voor het uur, en bewerkte tien Vlaamse en tien Waalse volksliederen voor het automatisch speelwerk. Als huisbeiaardier van het Parlement speelde hij telkens het parlementaire jaar in. Hij bespeelde ook de parlementsbeiaard ter gelegenheid van de Troonsbestijging van Koning Albert II (1993) en de Troonswisseling van aftredend Koning Albert II en aantredend Koning Filip I in 2013, waarna hij ontvangen werd op het Koninklijk Paleis.

### Internationale concerten en festivals
Hij maakte drie concertreizen naar de Verenigde Staten en Canada op uitnodiging van de Guild of Carillonneurs of North America. Hij koppelde zijn eerste concertreis aan een Masterclass te Michigan bij dr. Llewellyn Frederick Marriott in de Kirk in the Hills. In New York en Chicago werden zijn concerten opgenomen door de televisie. In Berkeley inaugureerde hij de beiaard en werd hij onderscheiden met de Medal of California Honors, de hoogste onderscheiding van de universiteit van Berkeley. In 1984 introduceerde hij zijn 19-jarige zoon, die hier al naamsbekendheid had, voor het eerst in Florida.
Hij nam deel aan de voornaamste internationale beiaardfestivals in Europa, zowel als uitvoerder dan als jurylid van de daaraan gekoppelde beiaardwedstrijden. Hij werd muzikaal adviseur (en jurylid) van de internationale Koningin Fabiolawedstrijd voor beiaard te Mechelen. In het kader van het Belgisch-Portugees Akkoord inaugureerde hij de beiaard van het nationaal Paleis van Mafra, en gaf in het Instituto do Patrimonium Cultural te Lissabon een initiatiecursus beiaard aan een tiental studenten van het conservatorium. Een van zijn Portugese cursisten werd na zijn eindstudies te Mechelen laureaat van de Koningin Fabiolawedstrijd. Hij inaugureerde de beiaard van de universiteit van Berkeley en werd onderscheiden met de Medal University of California Honors

### Hedendaagse activiteiten
Hij bespeelt nog steeds (anno 2017) de Gentse beiaard in de geprogrammeerde concertreeks van het zomerseizoen, de beiaard van Temse in het zomerseizoen, en als stadsbeiaardier van Sint-Niklaas de wekelijkse beiaardbespelingen op donderdagvoormiddag en bijzondere concerten. Als organist begeleidt hij het bekende mannenkoor uit Sinaai 'Gaudeamus' op de hoogdagen van het kerkelijk jaar en op de derde zondag van iedere maand. Hij werkt samen met de Kantorij St Catharina uit Sinaai en het Sint-Jozefkoor uit Temse-Tielrode.
Daarnaast werkt hij aan zijn rijk geïllustreerd boek 'De mysterieuze wereld van torens en klokken', poëzie over klokken, verhalen en randschriften van de 11e tot de 21e eeuw.

## Opnames en reportages
D'hollander trad solistisch op of gaf zijn medewerking hetzij als organist, koorleider, beiaardier of toondichter aan een twintigtal opnames (lp's, cd's, dvd's, filmreportages, opnames van radio en televisie, week- en maandbladen).
Hij werkte mee als beiaardier aan verschillende reportages, voor Dascafilms (1983), voor de tv-serie ‘A Portrait of Europe’(13 delen) – in het deel ‘The Fair Face of Flanders’ (beiaarden) voor het Amerikaanse Network P.B.S. in een productie van Jerry Grady met Jonny Sandler, in captatie voor 5.000 schoolsystemen in de Verenigde Staten, de filmreportage voor de BRT-televisie over de Gentse beiaard en het Openingsconcert met vijf Gentse koren (1985) in productie van Joannes Thuy; een reportage van Dennis Phillips over onze beiaardkunst voor SPHERE, het In-flight Magazine van de SABENA (19 juli 1986)(nu Brussels Airlines), en aan een reportage voor het tijdschrift van het Smithsonyn Institut te Washington (1994/11), een reportage in Mechelen Koninklijke Beiaardschool voor Kirchenzeitung für das Bistum Aachen (1977/1). Hij bracht ook enkele elpees uit.

## Prijzen
- 1972 Rotaryprijs K.B.S. Mechelen voor zijn compositie 'Jan de Muldersuite'.
- 1972: laureaat Internationaal Beiaard- en Improvisatieconcours te Hilversum, in het kader van het Hollandfestival, met een gemiddelde van de twee disciplines met 85%.
- 1973: winnaar van de Léon Henry-prijs een wisselbeker voor interpretatie op de beiaard te Mechelen.
- De Prijs 'Léon Henry' won hij ook in 1974 en 1975 waardoor hij de 'wisselbeker' won, in de praktijk een bronzen klokje op zijn naam.
- In 1979 won hij ook de eenmalige Internationale A. Colsonprijs beiaardcompositie (prijs 50.000 BEF) en ook de A. Colsonprijs voor beiaardspel (bronzen herinneringsklokje op naam, gegoten door de Koninklijke Eijsbouts te Asten, NL).

Koortornooien: in 1961 won hij met zijn mannenkoor van de dekenale kerk van Bladel (NL) het Kempens 'Koorzangtornooi Gregoriaans' met een tractus uit de veertigdagentijd.
Op elk koortornooi, ingericht door de Provincie Oost-Vlaanderen, werd zijn gemengd koor Mariakantorij in Uitmuntendheid geklasseerd.

## Composities
Als componist schreef hij vooral kerkmuziek (koorwerken en gezangen), maar ook profane muziek en werken voor zijn instrumenten (piano, orgel, beiaard) en soms voor koperen blaasinstrumenten. Verder schreef hij klaviergedichten geïnspireerd door teksten van Elisabeth Belpaire (Lentebloesems) en de uitvoering voor het congres Jong-Davidsfonds in het Sint-Jozef-Klein-Seminarie Sint-Niklaas 1955, en Variaties op een dorisch thema voor piano en blokfluit (1955).
Hij componeerde ook een 80-tal liederen (kerkgezangen en profane liederen) voor piano en solozang op teksten van Karel van de Woestijne, Alice Nahon, Yvonne Waegemans, Jan Verseypen, Xavier Verhaege, Albrecht Rodenbach, Guido Gezelle, Jozef Simons, E.P. Blomme, Hendrik Marsman, Peter Cornelius Boutens, Gerry Helderenberg, Felix Timmermans, René De Clercq, Leonce Reypens, Anton van Wilderode, Bert Van Woensel, José De Poortere, Willem Persoon, Cécile Van Camp, Julien Schoenaerts, Claude Van den Berge, Marc Colpaert e.a. Deze werden onder meer uitgevoerd door Hendrikje Van Kerckhoven, Lars Pisselé, het duo piano-zang Levente Kende-Zeeger Vander Steene, Jan Van Elsacker, Ilse Vaerendonck, Linda Van Handenhoven, e.a. In 2016 begeleidde hij Lis Vandeweghe Carolus Borromeus, (Antwerpen) en Anne Cambier (Sint-Niklaas).
Afzonderlijke werken
Afzonderlijke werken van D'hollander zijn te zien door hieronder rechts op 'uitklappen' te klikken:
- Missa Pastorum ad tres voces inaequales et organum (Reverendissimo Domino Decano Doctori W. Kerssemakers gratissimo animo dedicatum (creatie in Bladel 1961, Nederland)
- Mis op gregoriaanse motieven (Druk Apostolaat voor Kerkelijk Leven, Tongerlo; 1966)
- Johannes-Paulus II mis voor gemengd koor, massazang en reizende beiaard (of orgel). Dit is een compositie-opdracht van het Pauscomité van de Vlaamse Kerkprovincie. Ze werd uitgegeven bij Scherzando, Antwerpen (1985) en uitgevoerd op het vliegveld van Sint-Denijs-Westrem (Gent) tijdens de Pontificale concelebratiemis met paus Johannes-Paulus II op 17 mei 1985. Partituur reizende beiaard is ook aangepast aan het orgelspel. De voorkreaties gingen door in de dekenale kerk van Aalst en in de kathedraal van Gent.

- 'Lied zonder woorden' in C (piano) voor moeder, mijn eerste lerares piano (1951)
- 'Blijf smid je vuur omtrent' (tekst Guido Gezelle) vierstemmige canon (Uitgave Halewijnstichting) in zangbundel Jubilate (1952)
- 'Adoramus' twee gelijke stemmen en orgel (1956)
- 'Kyrie eleison' voor dubbel koor (S-A-T-B + S-A-T-B) a capella (1956)
- 'Tantum ergo' voor vijfstemmig gemengd koor (S-Ms-A-T-B) a capella (Bladel 1960)
- 'Ecce Sacerdos' voor vierstemmig gemengd koor en orgel (Bladel 1961)
- 'Cantate voor een priesterjubileum' (tekst Jan Dirks) voor vierstemmig gemengd koor, orgel, soli en trompet (1962)
- 'Psalm 121, 'Jerusalem' Aalst 1963, voor vierstemmig gemengd koor en orgel ad libitum (tientallen uitvoeringen o.m.ook tijdens de Pauselijke Audiëntie in Rome in 1977)
- Nu Sijt Wellecome, Kerstmis in Vlaanderen, suite oudnederlandse kerstliederen bewerkt voor koor en orgel (zie Reportages en opnames)
- Psalm 93 (tekst Huub Oosterhuis) Sint-Niklaas 1975, voor vierstemmig gemenhgd koor, orgel, trompet en beiaard (geschreven v.a.v. het tienjarig bestaan vcan de Mariakantorij. Ook uitgevoerd in de Sint-Michielskathedraal t.g.v.1000 Jaar Stad Brussel
- Er zullen geen klokken meer luiden (Lied van de dood. tekst Frans Van Raemdonck) vierstemmig gemengd koor a capella Uitvoering IJzerbedevaart 1976
- Psalm 150 Prijs Jezus (tekst José De Poortere) drie gelijke stemmen en orgel, uitvoering door de Wase Lijsters o.l.v. Zr M-Rita, orgel Jos D'hollander. Uitvoering BRT-radio n.a.v. het Feest van Onze-Lieve-Vrouw Presentatie 1976
- Beiaardlied, voor gemengd koor, beiaard en koperensemble - tekst: A. Van Wilderode (gecomponeerd in opdracht van het IJzerbedevaartcomité ter gelegenheid van 50 jaar IJzerbedevaart).Uitvoering Mariakantorij Diksmuide 1977
- Heer van ons volk (tekst Anton van Wilderode) vierstemmig gemengd koor a capella. Uitvoering Mariakantorij, Diksmuide 1978
- Psalm 66 Looft en zingt (tekst Marc Colpaert) voor vierstemmig gemengd koor a capella. Uitvoering M.K. 1980
- Diksmuide, Diksmuide, Diksmuide (tekst Anton van Wilderode) 1982
- Jozef Weyns Huldelied, (tekst Bert Van Woensel) tweestemmig koorlied (1984)
- Ambacht en kunstenaar tekst Bert Van Woensel) tweestemmig huldelied (1984)
- Drie recitatieven (tekst Anton van Wilderode) voor vierstemmig gemengd koor a capella. Uitvoering M.K. 1984
- Wikke (tekst Anton van Wilderode) vierstemmig gemengd koor a capella.Uitvoering door het gemengd koor 'De Averulle' o.l.v. Geert D'hollander in 1985
- In purperblauwe geuren (tekst Marc Colpaert) voor vierstemmig gemengd koor a capella. Uitvoering door het gemengd koor 'De Averulle' o.l.v. Geert D'hollander 1986
- Magdalena (tekst Marc Colpaert) vierstemmig gemengd koor a capella 1986. Uitvoering door 'De Averulle' o.l.v. Geert D'hollander in 1986
- Kerstmis in Vlaanderen, kerstsuite voor vierstemmig gemengd koor en orgel (Uitvoering In dulci Jubilo o.l.v. Marcel Van Daele, orgel Jos D'hollander. Opname Steurbaut, Collegekerk Sint-Niklaas. Gekommentarieerd door Ignace De Sutter
- Gent (tekst René De Clercq) vierstemmig gemengd koor 3 maart 1991 (uitvoering t.g.v. de Opening van het Beiaardfestival te Gent in juni 1991) Uitvoering Gentse koren
- O Christus eerstgeborene, hymne van Allerheiligen (meerdere koorzettingen met orgel) Uitg. Nederl. St.Gregoriusvereniging mei 1996
- Mijn vrienden zijt Gij (meerdere koorzettingen met orgel) Uitg. Nederlandse St.Gregoriusvereniging feb 1997
- Zoals een bloem zijn kelk heft naar de zon (tekst Jaap Zijslstra) Meerdere zettingen koor en orgel. Interkerkelijke Stichting voor het Kerklied,'s Gravenhage 2013. Uitgeverij Kok, Utrecht
- Het heeft de Heilige behaagd (tekst Maria de Groot, bij Jesaja 50,4-11) Meerdere zettingen koor en orgel. Interkerkelijke Stichting voor het Kerklied,'s Gravenhage 2013. Uitgeverij Kok, Utrecht
- Nederlands Te Deum (Uigave Abdij Male 1972)

- 'Vaarwel' (Anton van Wilderode /De moerbeitoppen ruisten.tenor met pianobegeleiding Kreatie 1956, Salons voor Schone Kunsten, Sint-Niklaas
- 'Reine Vrouwe' (tekst Guido Smet) piano en zang (1956)
- 'Mensenogen' (Alice Nahon) solozang en piano (1956)
- 'Fantasia' (tekst Albrecht Rodenbach) lied met pianobegeleiding (1956)
- 'Avondliedeken' (Alice Nahon) zang en piano (1957)
- 'Bruiloftslied' (Jozef Simons) zang en piano (1957)
- 'Aan een kindeke' lied met klavierbegeleiding (1958)
- 'Pastoreelken' (Jan Verseypen) zang en piano (1958)
- 'Marialied' E.P.Blomme, zang en piano (1958)
- 'Rondeel voor Maria' (Anton van Wilderode) zang en piano (1959)
- 'Ad te levavi' zang met orgelbegeleiding (1959)
- 'Huldelied' t.g.v. de inhuldiging van de burgemeester te Sint-Pauwels (1959)
- 'Een vrucht die valt' (Karel van de Woestijne) tenor en piano. Kreatie en opname in Bladel (NL) in 1960
- 'Liedje' (Peter Cornelius Boutens) eenstemmig met piano (1959)
- 'Jubileumlied' Schoolhoofd MULO Reusel (NL) (1960)
- 'O lied' (Guido Gezelle) eenstemmig met begeleiding (1960)
- 'Paradise regained' (Hendrik Marsman) tenor en piano Bladel (1960)
- 'Idylle' (Alice Nahon) zang en piano, (1960)
- 'Lied der bevestiging van het H. Vormsel' (A. Mussche) met orgelbegeleiding (1961)
- 'Meiritme' (Xavier Verhaeghe) zang en piano,(1961)
- 'Spinneliedje' (Yvonne Waegemans) eenstemmig met piano (1961)
- 'Een Giraf' (José De Poortere) eenstemmig met piano (1962)
- 'Matroosje' (José De Poortere) eenstemmig met piano (1962)
- 'Gave' (José De Poortere)  eenstemmig met piano (1962)
- 'Sint-Jozefantifoon (tekstdichter n.b.) eenstemmig met orgelbegeleiding (1965)
- 'Lofzang uit Efezen I', eenstemmig a capella (1970)
- 'Nederlands Te Deum' Uitg. Abdij Male Sint-Kruis-Brugge (1972)
- Beurtzang voor Asdag 'God ontferm U over mij (1973)
- Vier eenstemmige tussenzangen:3de, 4de, 5de, en 6de zondag door het jaar (1973)
- Vier alleluiaverzen: Epifanie, Doop van Chistus, 2de zondag door het Jaar, Bruiloft Kana (1974)
- 'Beiaard aan de liefste toren' (Anton van Wilderode)  gemengd koor en koperensemble (1977)
- 'Eeuwfeestlied' (Anton van Wilderode) voor de parochie Tereecken te Sint-Niklaas (1978)
- Uit'Adagio' (Felix Timmermans) voor Tine Ruysschaert die deze liederen zong tussen haar voordrachten, begeleid door Jos D'hollander(1984)
- 'De profundis' (Felix Timmermans) met pianobegeleiding (1984)
- 'O Heer geef mij berouw' (Felix Timmermans) met pianobegeleiding (1984)
- 'Met U zijn er geen verten meer' (Felix Timmermans) met pianobegeleiding (1984)
- 'k weet het niet' (Felix Timmermans) met pianobegeleiding (1984)
- 'De sporen' (tekst Willem Persoon) sololied met klavierbegeleiding (1986)
- 'Centraal Station' (tekst Willem Persoon) sololied met klavierbegeleiding (1986)
- 'Je witte handen'(tekst Quercus/Vander Eycken) eenstemmig voor piano (1987)
- 'Waar ontmoeten wij elkaar' (tekst Claude Van den Berghe) Uitv. Salons voor Schone Kunsten Sint-Niklaas (1993)
- 'Getijden voor Mathilde' (tekst Willem Persoon) zang en piano (1993)
- 'Lente' (tekst Willem Persoon) zang en piano (1993)
- 'Zomer' (tekst Willem Persoon) zang en piano (1993)
- 'Herfst' (tekst Willem Persoon) zang en piano (1993)
- 'Winter' (tekst Willem Persoon) zang en piano (1993)
- 'Beiaardlied I' (Drijf jij maar rustig golven muziek door de stad) Anton van Wilderode (1993)
- 'Beiaardlied II (Je hangt en je luidt in de toren) Anton van Wilderode (1993)
- 'Op weg naar u' (tekst José De Poortere) zang en piano (2000) Uitvoering voor de vernissage tentoonstelling Robert Wuytack, Districktshuis Borgerhout, Antwerpen.
- 'Onze Vader' (tekst Maurits Van Vossole) zang (koor) en orgel (2010)
- 'Etboshoeve I poéma in g' (tekst Cecile Van Camp) uitvoering te Destelbergen met Hendrikje Van Kerckhoven sopraan, Lars Piselé tenor, Jos D'hollander aan de piano, als opening tentoonstelling Frans Van Kerckhoven in de Exporuimte dr Joos.
- 'Etboshoeve II poéma in d' (tekst Cecile Van Camp) zelfde uitvoerders
- 'Zuidlede poéma in d' (tekst Cecile Van Camp) zelfde uitvoerders

- Een Chinese Tuin, fantasie voor beiaard naar grafiek van Robert Wuytack en tekst van Kris Geerts (Salons voor Schone Kunsten, Sint-Niklaas
- Fantasia Elegie in b voor beiaard in memoriam Staf Nees
- Intermezzo in e voor beiaard" (Temse 1977)
- Parlementshymne voor het speelwerk op het uur, suggestie senator Stan De Clerq (1988)
- Koningshymne voor beiaard (gecreëerd tijdens de eedaflegging van Koning Albert II van België op 9 augustus 1993)
- A. Colson Suite (bekroonde Triptiek voor beiaard op gregoriaanse motieven)
- Au clair de la Lune (Suite voor beiaard met Franse volksliederen) Uitvoering op het Festival de Namur (2012)
- Chora bideira  (Suite met Portugese volksliederen n.a.v.Inauguratieconcert beiaard Nationaal Paleis Portugal)
- De Vastenavond die komt an met variatie voor beiaard (Uitgave Vlaamse Beiaardvereniging)
- Een smidje in zijn smisse (Andelhof) met variatie voor beiaard. Voor smidje Nest Van den Eynde. Uitg. Vlaamse Beiaardvereniging
- Rondo voor beiaard een vertelseltje. (Gent 1997)
- Kerst-Suite op beiaard met Europese kerstliederen (LP Polydor) i.s.m.De Wase Lijsters o.l.v.zuster Marie-Rita
- Klokkenzang  n.a.v. de uitbreiding van de beiaard van de KULeuven (verschenen in Leuvens Beiaardboek)
- Suite "Jan de Mulder" (bekroonde compositie door Rotary Mechelen K.B.S.) (1972) uitg. Vlaamse Beiaardvereniging en The Guild of Carillonneur in North America
- Beiaardsuite Europese volksliederen (Uitvoering te Gent n.a.v. de officiële viering van de oprichting Europese Unie).
- Innsbruck ich muss dich lassen' Kreatie op het beiaardfestival van Innsbruck, op uitnodiging van Kulturambt Innsbruck (Oostenrijk)
- Parafrase Nun bitten wir den Heiligen Geist met kreatie n.a.v. het Pfinst Glockenspiel Festival te Kassel, in opdracht Kulturambt Kassel en de Deutsche Glockenspiel Verein

- Rist van 15 kleine Orgelpreluden (1955)
- Driestemmig Fugetta voor orgel op 'Er bloeid' ene Lelie' (1955)
- Preludium op 'Cantate Domino' (1955)
- Preludium op 'Notum fecit' (1955)
- Preludium op 'Sacris solemnis' (1955)
- Preludium op 'Veni Creator' (1955)
- Preludium op Lied 735 'Zomaar een dak boven wat hoofden' (in oude stijl)
- Orgelkoraal op 'Er is een Roos ontsprongen' (1957) LP Eufoda (Studio Steurbaut, Gent)
- Orgelkoraal op ' Nu is die Roe van Jesse' (1958) LP Eufoda (Studio Steurbaut, Gent)
- Orgelkoraal op 'Nu syt wellecome' LP Eufoda (Studio Steurbaut, Gent)
- Orgelkoraal op 'Herders Hij is geboren
- Orgelkoraal op ' Maria die soude naer Bethlehem gaen (1958)
- Orgelkoraal op 'Er is een Roos ontsprongen' (1957) LP Eufoda (Studio Steurbaut, Gent)
- Orgelkoraal op 'Nu is die Roe van Jesse' (1958)
- Parafrase op het Magnificat van Lodewijk De Vocht (Afscheidsconcert Willem Ceuleers, Sinaai// Vernissage werken van Veerle Rooms in Sint-Anna-ten-Drieën, Antwerpen

- Studie voor de linkerhand (1955)
- Variaties op een dorisch thema voor piano en blokfluit (1955) Uitvoering door Ignace De Sutter (piano) en Walter Verbeke (blokfluit) Halewijnstichting
- Tweestemmige Inventie in D (1956)
- Vier klaviergedichten (1956)
- 'Allerzielen', fantasia voor piano (1957)

## Publicaties
D'hollander schreef een 250-tal artikelen in tijdschriften en brochures. Hij is auteur van de volgende boeken:
- 'Van klok tot beiaard' met Clocke Roeland in de hoofdrol. Uitgeverij Mens & Cultuur, Gent 2003 ISBN 90-77135-06-5
- 'Het belfort van Gent' zinnebeeld van de stad. Productie Gentse Beiaardkring Clocke Roeland VZW. Uitgever Halewijn, Antwerpen, 2014.

Verder schreef hij hoofdstukken voor de volgende boeken:
- 'De beiaardroute van Noord-Oost-Vlaanderen' in: De Vlaamse Toeristische Bibliotheek (hoofdred. Jozef van Overstraeten), Antwerpen, 1977
- 'Algemene Muziekencyclopedie' eindredactie BEIAARD, Bussum (NL), algemene leiding prof. Robbijns ISBN 9789022849316, 1979-1985
- 'Ignace De Sutter', kerkmusicus en muziekpedagoog in: Orgelkunst, driemaandelijks orgaan van de VZW Vlaamse Vereniging ter Bevordering van de Orgelkunst, Grimbergen, 1988
- 'Overzicht van de beiaarden in Oost-Vlaanderen'met de historische achtergrond van hun torens en klokken in: Beiaarden en torens in België, onder de algemene redactie van de Leuvense historicus Gilbert Huybens, Uitgeverij Ludion, Gent, 1994 ISBN 9789055440184
- 'De vorming van kerkorganisten in de 19de eeuw' De Bisschoppelijke Normaalschool te Sint-Niklaas, in: Orgelkunst, Grimbergen, 2000/3
- ' Van gregoriaans naar oecumene in de muziek' Bisschoppelijke Kerkmuziekschool te Sint-Niklaas en de evolutie van de kerkmuziek in de 20ste eeuw, in: Orgelkunst, Grimbergen, 2000/4
- 'Cesar Hinderdael', een heroriëntatie van het protestantse kerklied, in Orgelkunst, Hoegaarden, 2007/3
- 'Oscar Van Durme, organist naar de geest van het Motu Proprio' in Orgelkunst, Hoegaarden, 2009/4